# La Móngia de Montastruc
La Móngia de Mont Astruc (en francès Lamonzie-Montastruc) és un municipi francès situat al departament de la Dordonya i a la regió de la Nova Aquitània.

## Demografia
| 1962                                       | 1968 | 1975 | 1982 | 1990 | 1999 | 2007 |
| ------------------------------------------ | ---- | ---- | ---- | ---- | ---- | ---- |
| 415                                        | 351  | 377  | 407  | 539  | 531  | 586  |
| Des de 1962: població sense dobles comptes |      |      |      |      |      |      |

## Administració
| Període | Identitat     | Partit        |
| ------- | ------------- | ------------- |
| 1997-   | Alain Monteil | Divers gauche |